# Mănăstirea Tatev
Mănăstirea Tatev (armeană Տաթևի վանք  Tat'evi vank') este o mănăstire apostolică armeană din secolul al IX-lea, localizată pe un platou mare de bazalt, lângă satul Tatev⁠(d) din Provincia Syunik, în Armenia de sud-est. Prin termenul „Tatev” se face referire adesea la mănăstire. Ansamblul monastic se află la marginea unui defileu adânc al râului Vorotan⁠(d). Tatev este cunoscută ca sediu episcopal al Syunikului și a jucat un rol semnificativ în istoria regiunii ca centru al activității economice, politice, spirituale și culturale.
În secolele XIV și XV, mănăstirea a găzduit una dintre cele mai importante universități armene medievale, Universitatea de la Tatev, care a contribuit la afirmarea științei, religiei și filosofiei, reproducerea de cărți și dezvoltarea picturii în miniatură. Savanții de la Universitatea Tatev au contribuit la conservarea culturii armene și a crezului în timpul uneia dintre cele mai turbulente perioade din istoria neamului armenesc.
Mănăstirea este „cel mai bine cunoscut sit” din Syunik. Aripile Tatevului⁠(d), un funicular ce leagă Tatevul de satul Halidzor⁠(d) a fost deschis publicului în octombrie 2010. A fost inclus în Guinness World Records drept cel mai lung drum dublu de cabină de funicular din lume.

## Galerie

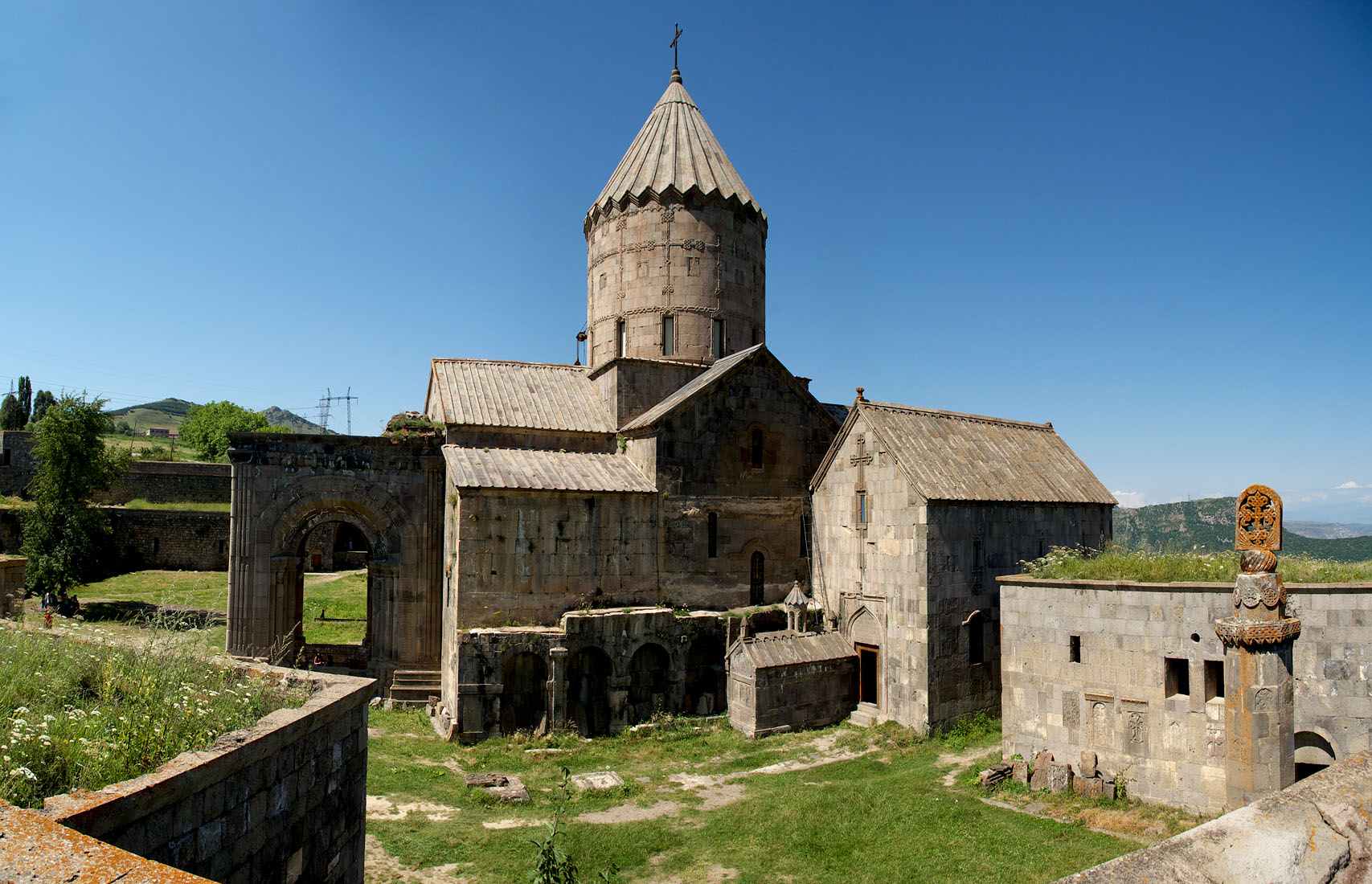
Complexul monastic văzut din apropiere
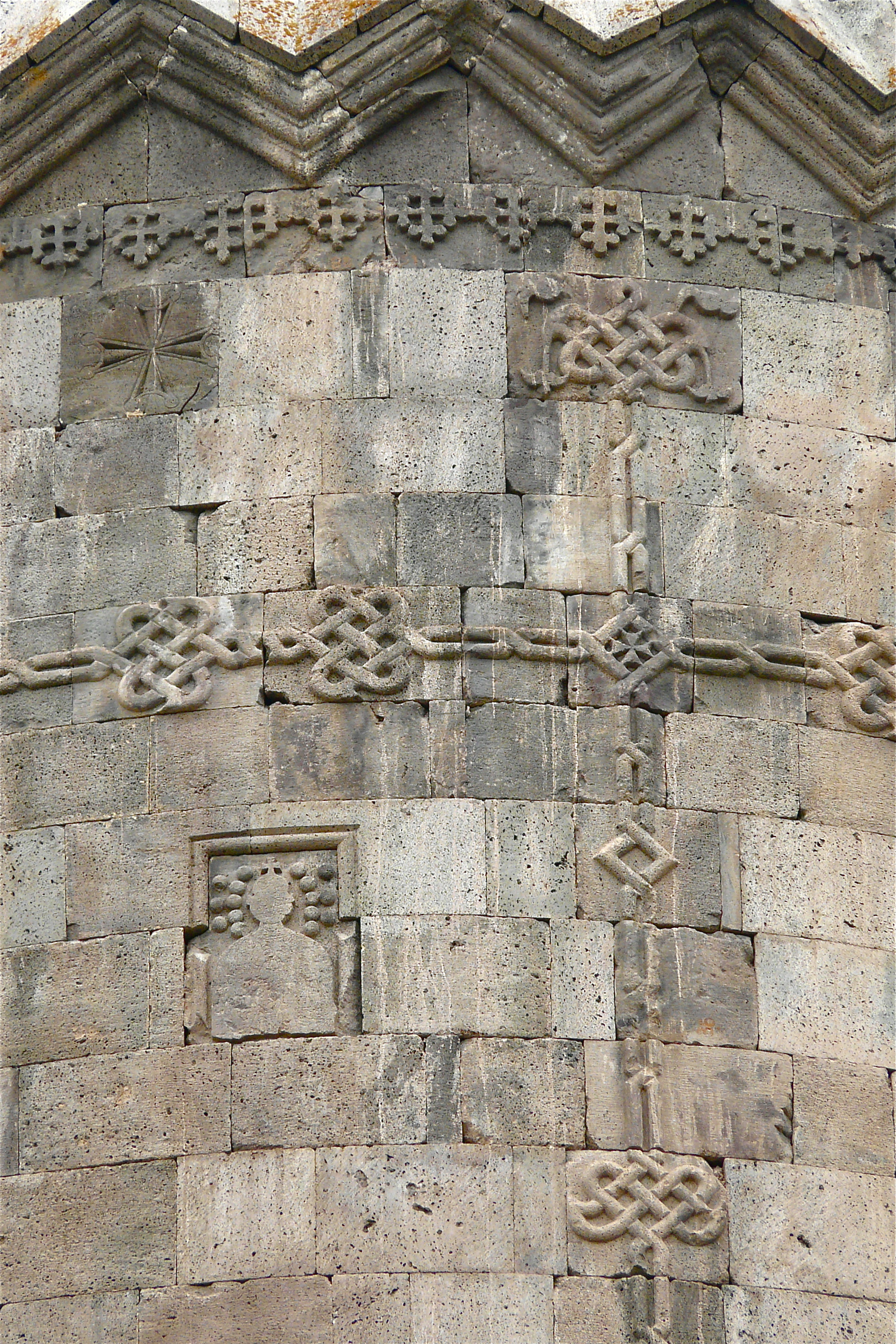
Detaili de pe tamburul bisericii
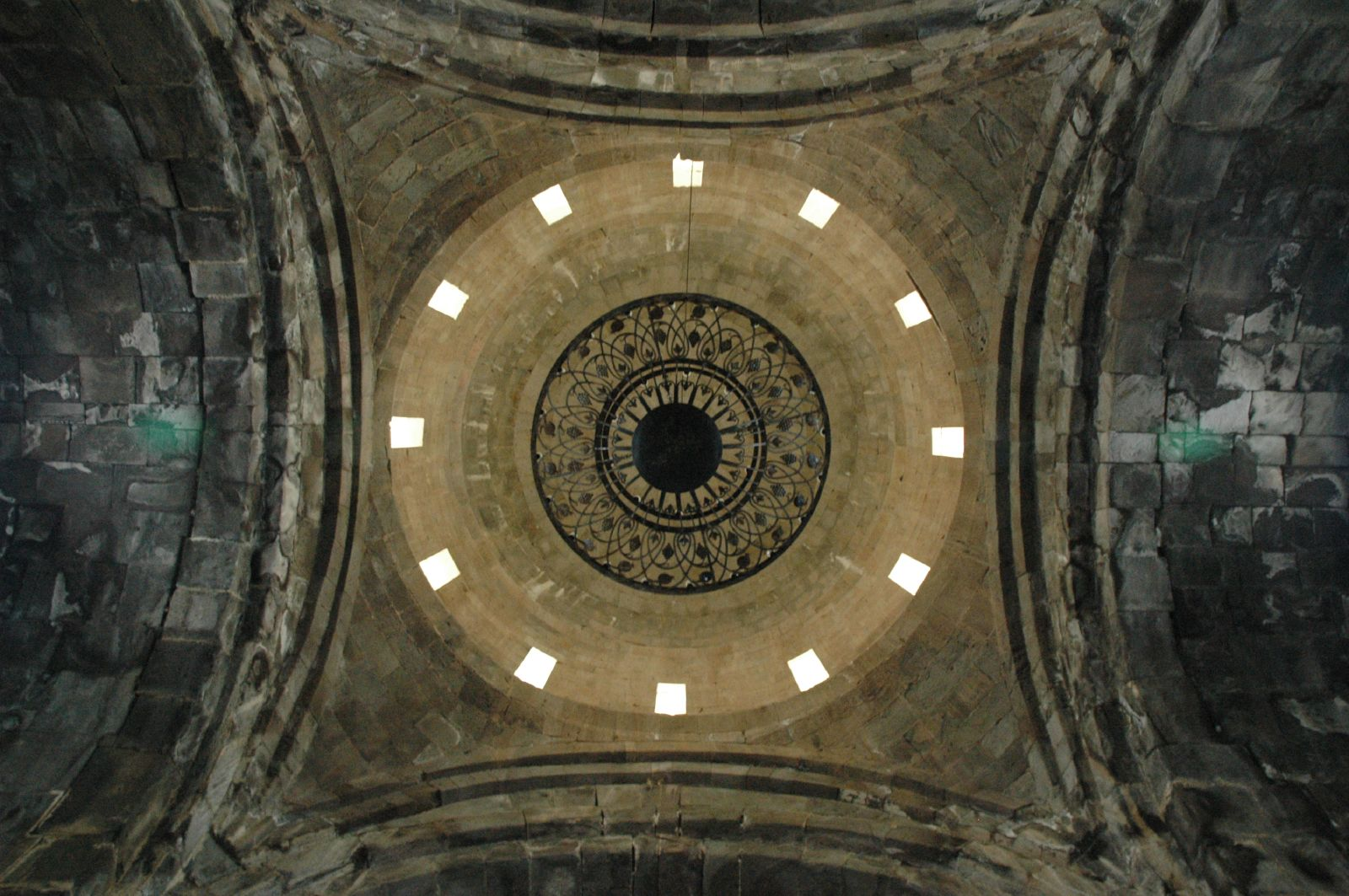
Interiorul tamburului și cupolei
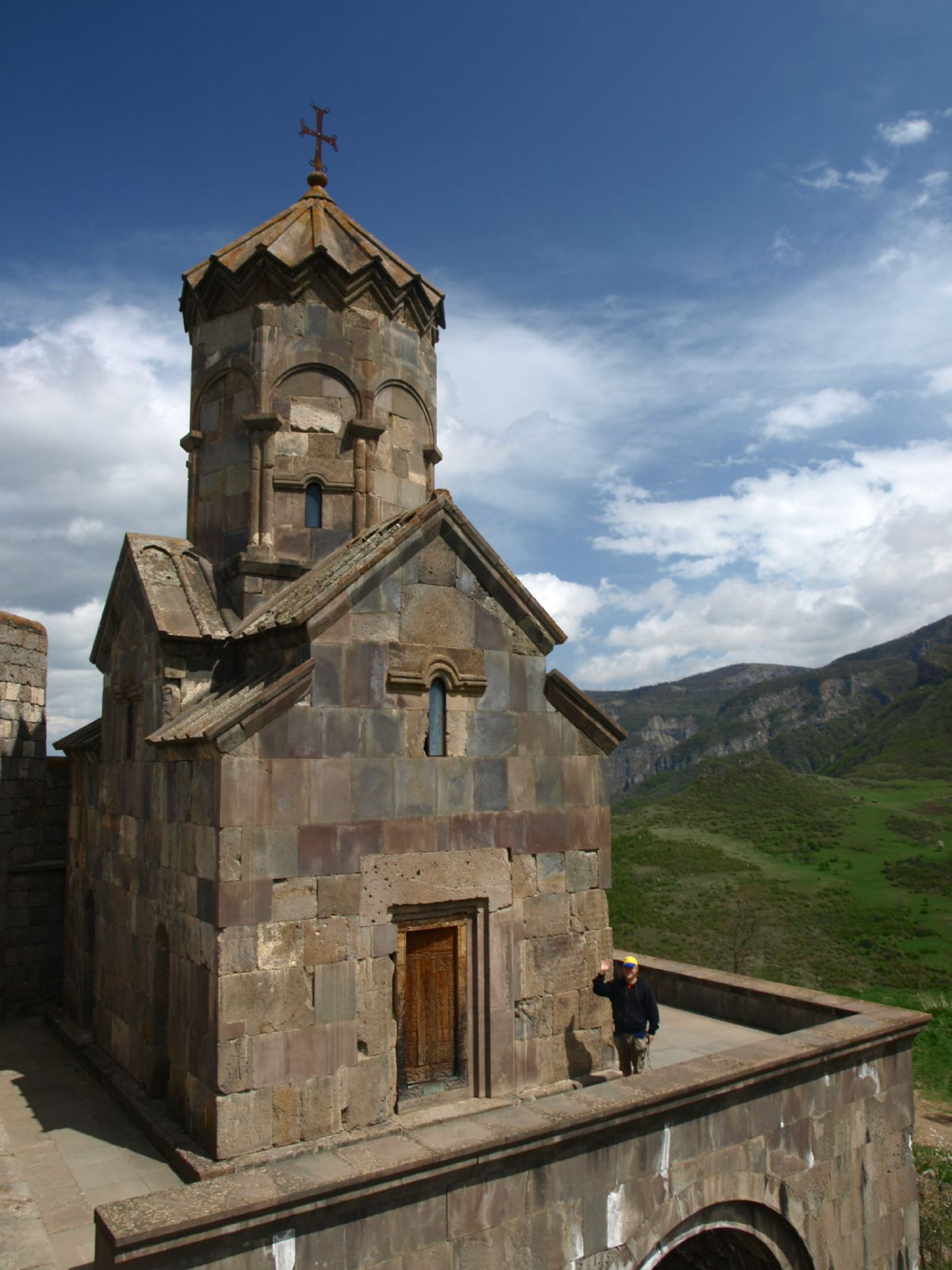
Biserica Sf. Astvatsatsin din secolul al XI-lea
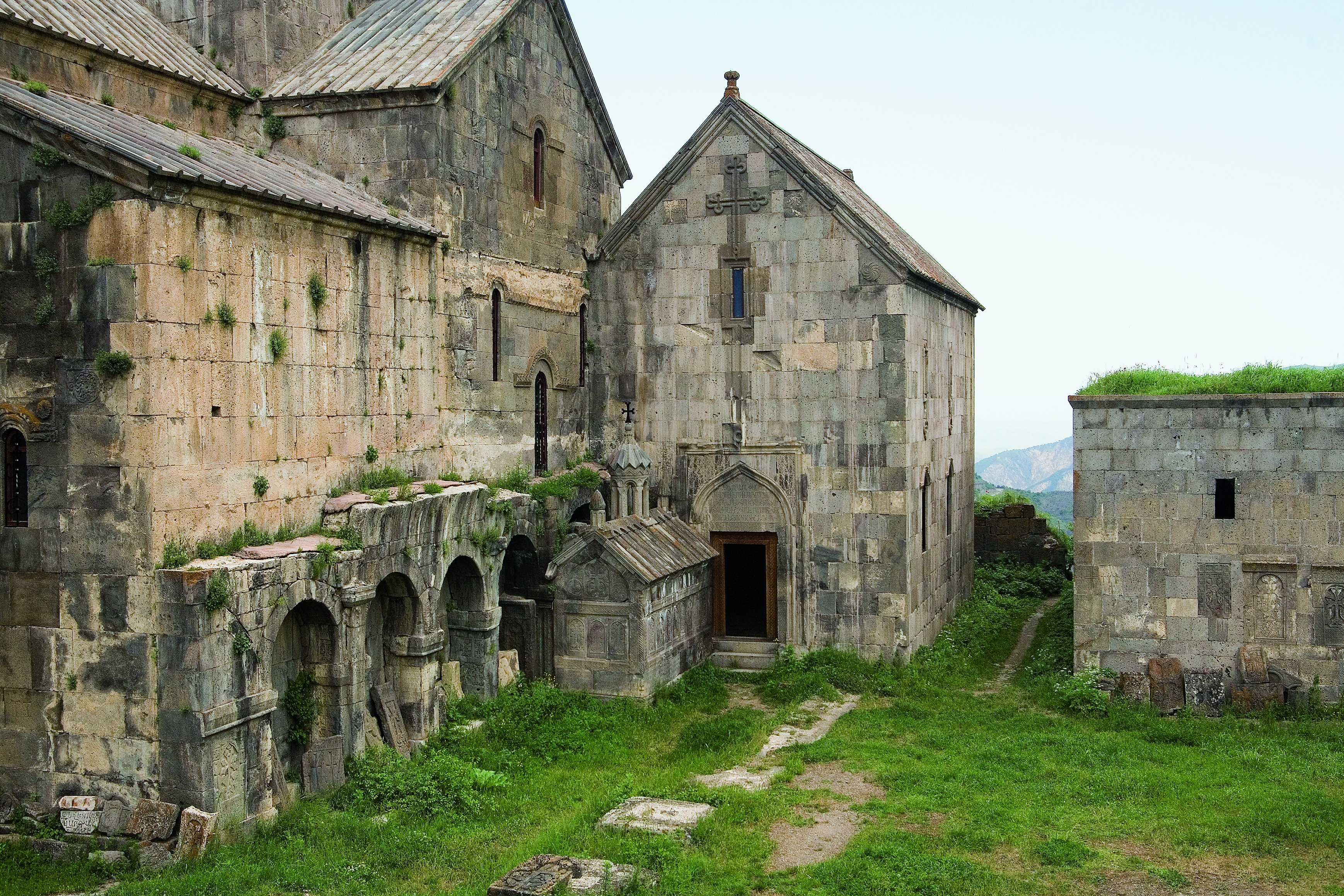
Capela funerară a lui Grigore de Tatev
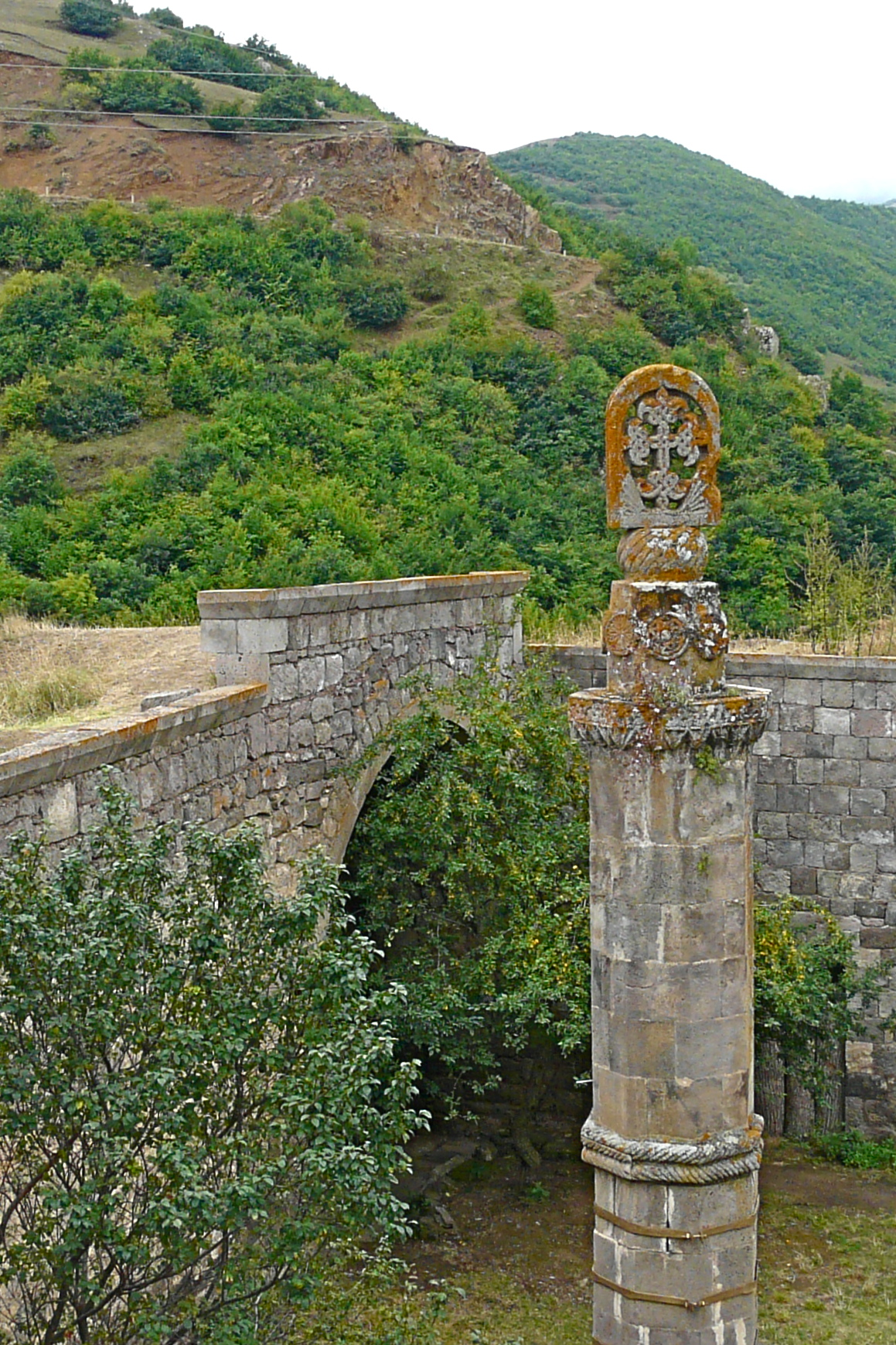
Stâlpul Gavazan
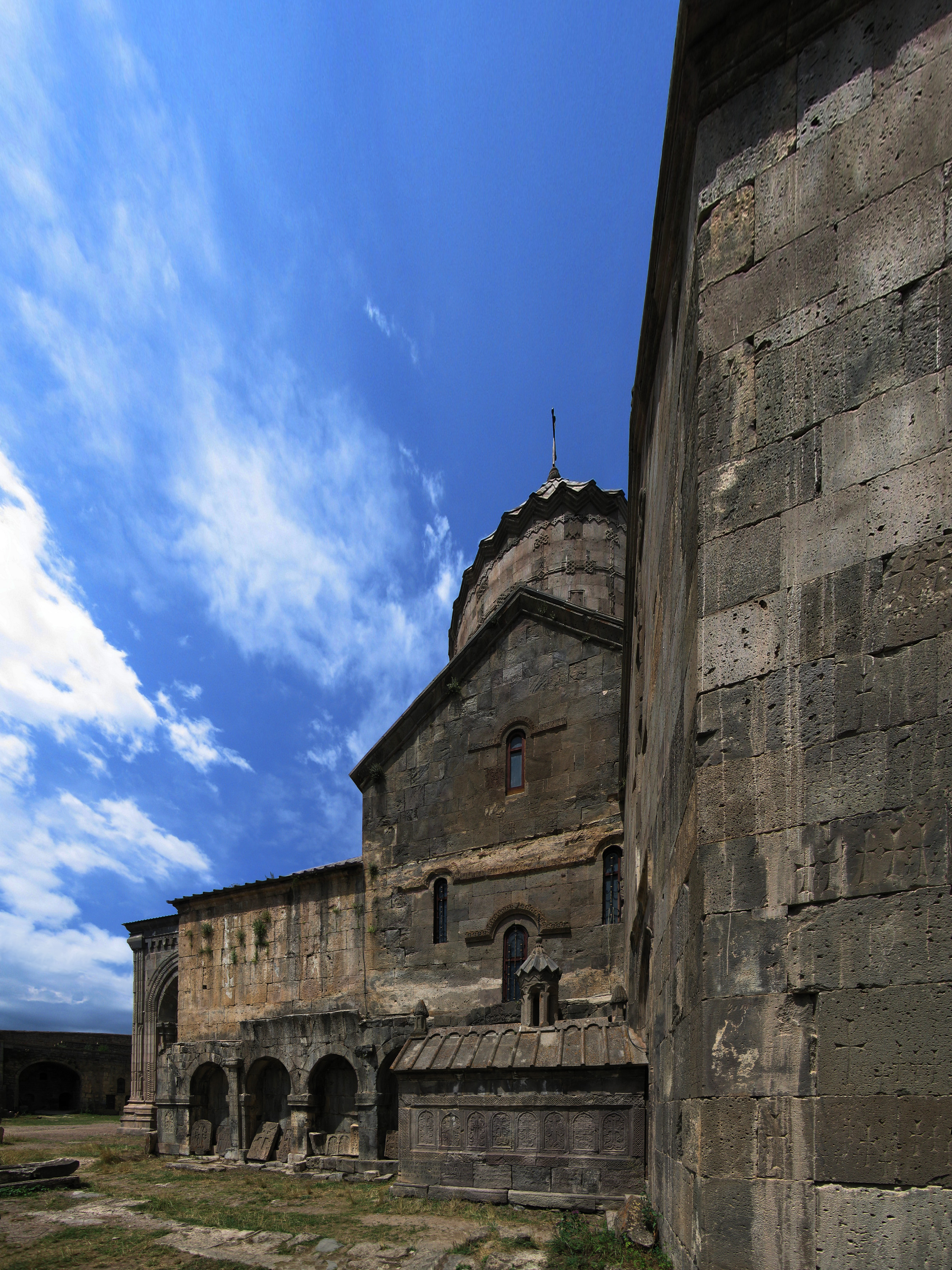
Capela funerară a Sf. Grigore
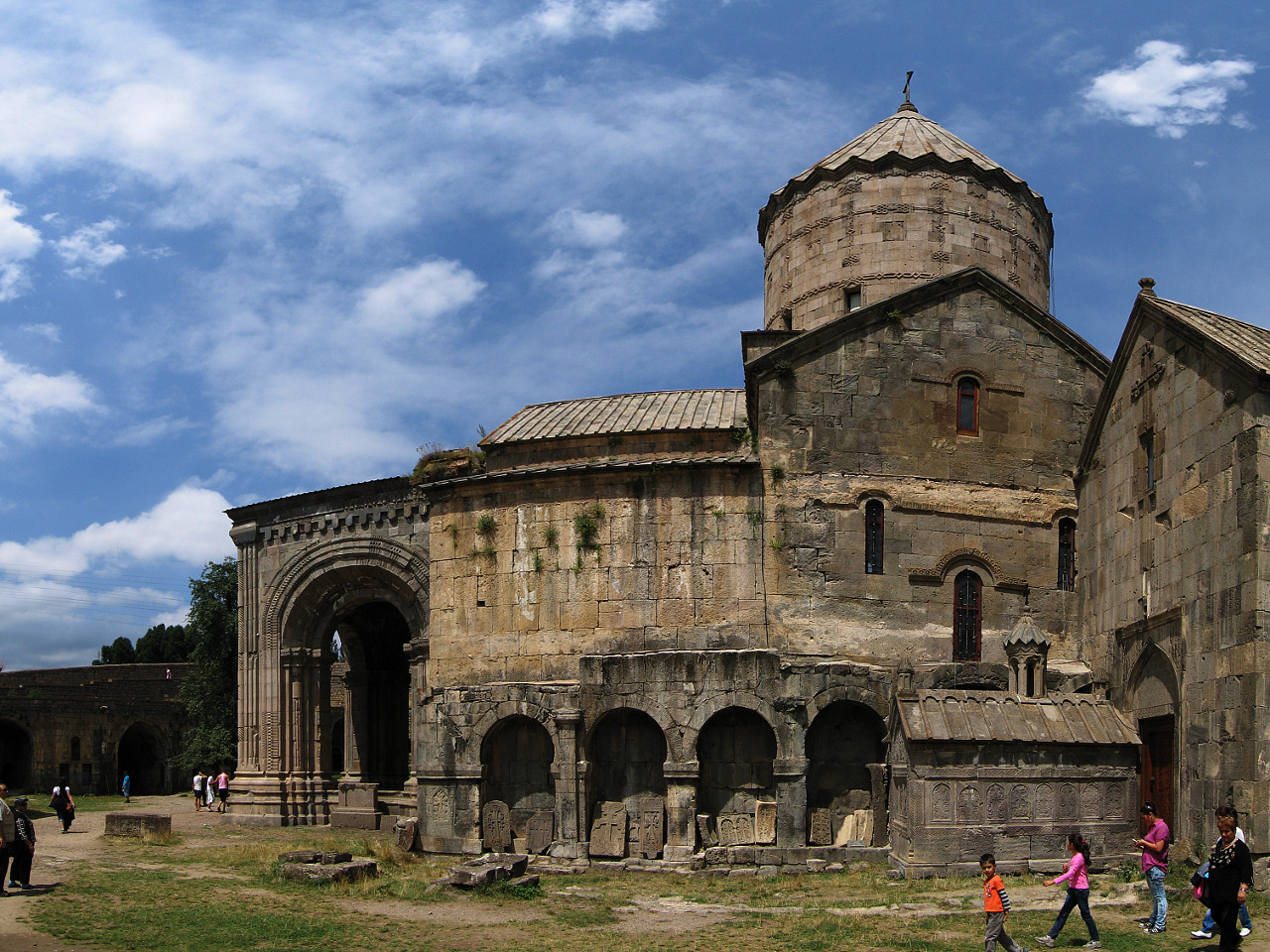
Capela funerară a Sf. Grigore
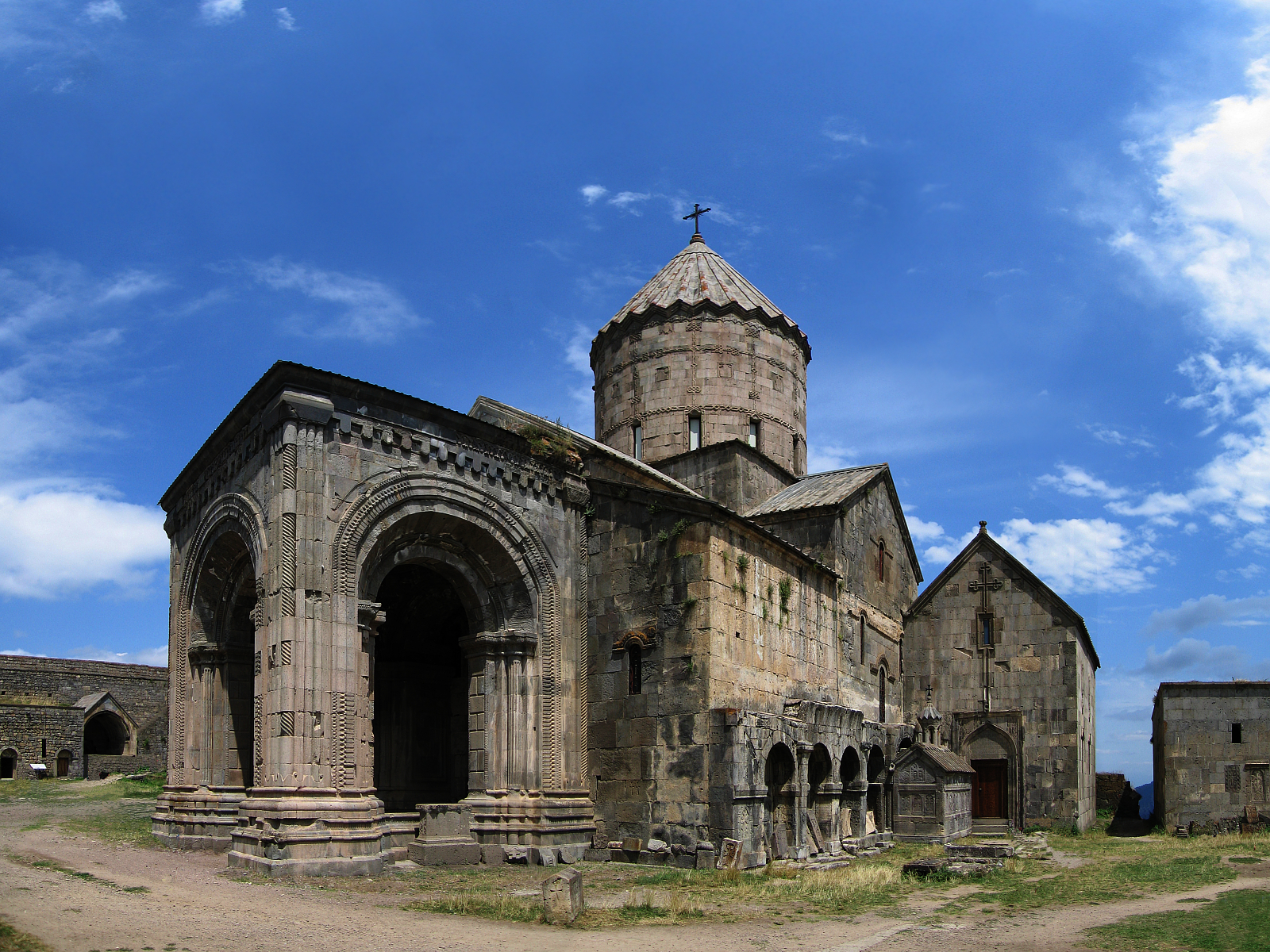
Capela Sf. Pogos și Petros
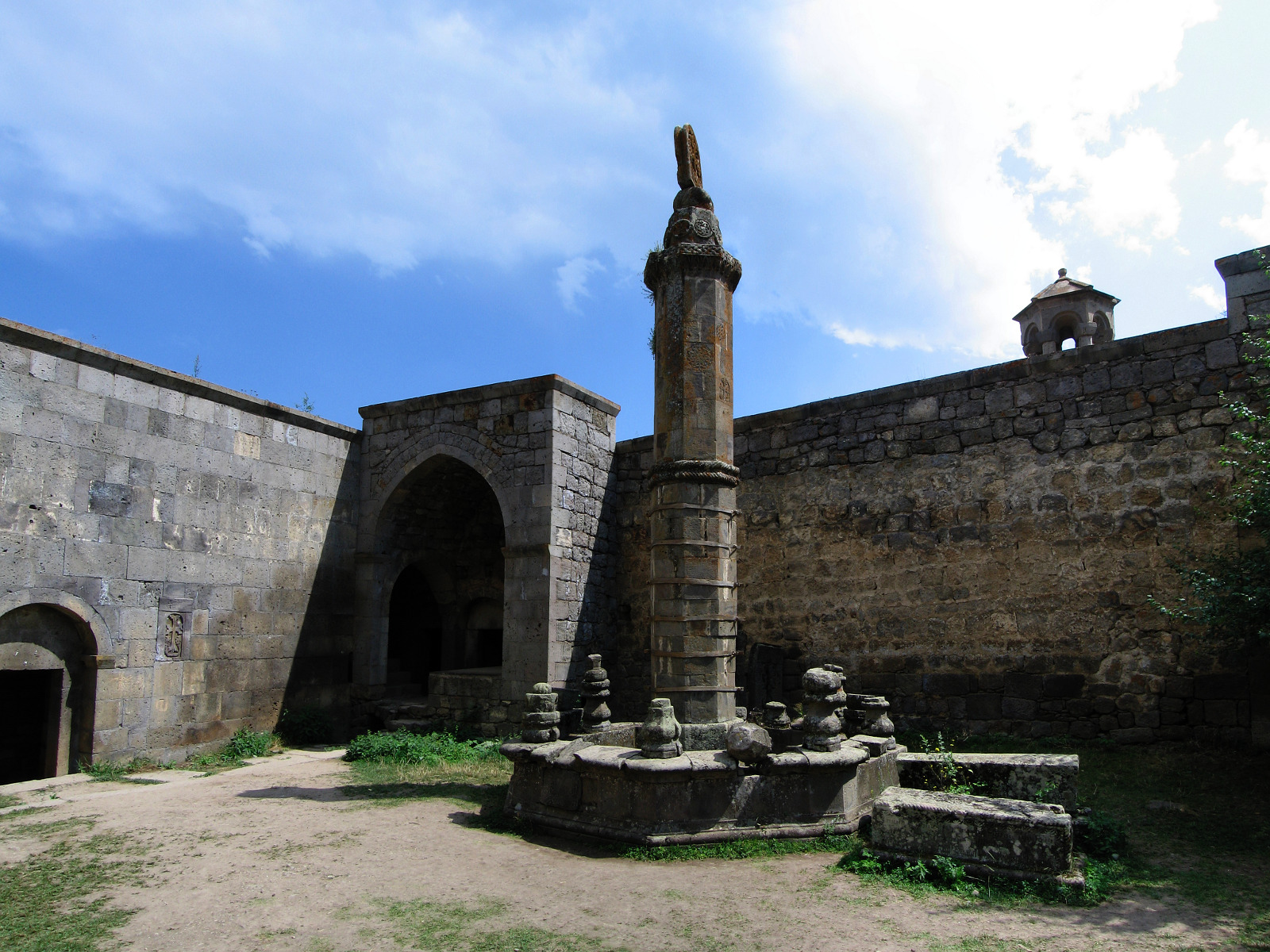
Stâlp ponderator seismografic cunoscut ca Gavazan